# Hilarion Alfejew

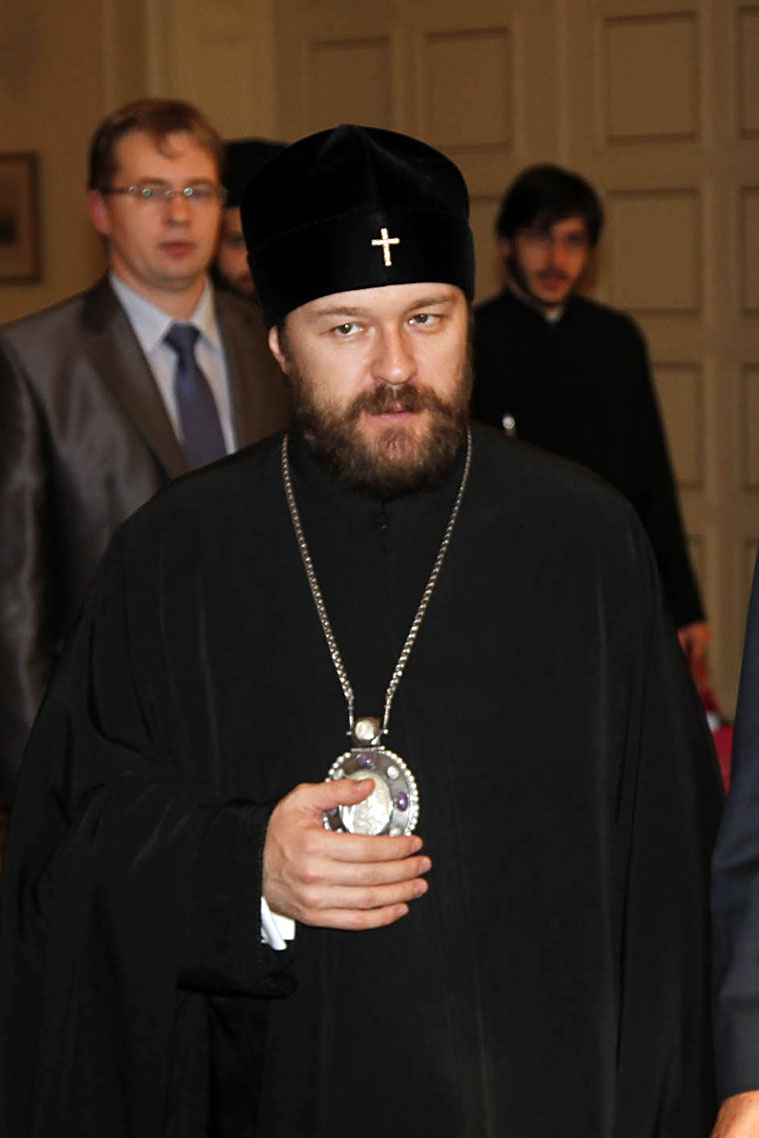
Hilarion Alfejew, 2011

Hilarion Alfejew (alternative Schreibweise Hilarion Alfeyev, geboren als Grigori Walerjewitsch Alfejew, russisch Григорий Валерьевич Алфеев; * 24. Juli 1966 in Moskau) war von 2003 bis 2009 russisch-orthodoxer Bischof von Wien und Österreich und anschließend bis Anfang Juni 2022 Metropolit von Wolokolamsk und Leiter des Außenamtes des Moskauer Patriarchats. Während des Russisch-Ukrainischen Krieges wurde Alfejew von der Leitung des Außenamts entbunden und mit der Leitung der Diözese Budapest und Ungarn beauftragt. Auch von diesem Amt wurde er im Juli 2024 suspendiert.

## Werdegang
Hilarion Alfejew studierte Violine, Klavier und Komposition am Moskauer Staatskonservatorium. Mit drei Jahren spielte er Klavier, mit sechs Jahren Violine und mit zwölf Jahren begann er, sakrale Musik zu komponieren. Von 1984 bis 1986 leistete er Militärdienst. Er trat 1987 ins Kloster des Heiligen Geistes in Vilnius ein, wo er am 19. August zum Priester geweiht wurde. 1989 graduierte er vom Theologischen Seminar in Moskau, 1991 von der Theologischen Akademie in Moskau. Bis 1993 lehrte er Homiletik, Dogmatische Theologie, Neutestamentliche Studien und Byzantinisches Griechisch an den Theologischen Schulen in Moskau. 1995 wurde er an der Universität Oxford bei Bischof Kallistos Ware in Philosophie promoviert. 1999 wurde er am Institut de Théologie Orthodoxe Saint-Serge in Paris auch in Theologie promoviert.
Von 1995 bis 2001 war er Sekretär in der Abteilung für externe Kirchenbeziehungen des Moskauer Patriarchats. Am 14. Januar 2002 wurde er in der Christ-Erlöser-Kathedrale von Alexius II., dem Patriarchen von Russland, zum Bischof geweiht. Er war zuerst assistierender Bischof der Diözese von Sorouzh in Großbritannien und ab Juli 2002 der Vorsteher der Repräsentation der Russisch-Orthodoxen Kirche bei den Europäischen Institutionen in Brüssel. Zusätzlich zu dieser Position wurde er am 7. Mai 2003 auch zum Bischof von Wien und Österreich ernannt.
Er habilitierte sich 2005 an der Universität Freiburg (Schweiz) mit einer französischsprachigen Untersuchung zu den Debatten über das Imjaslavie, die Namen-Gottes-Verehrung, die zu Beginn des 20. Jahrhunderts vom Berg Athos ausgingen. Diese Studie, von Nicolas Lossky vom Institut de Théologie Orthodoxe Saint-Serge extern begutachtet, wurde 2007 in den Ökumenischen Beiheften des Freiburger Instituts für Ökumenische Studien veröffentlicht.
Am 19. Februar 2005 erhielt er die Venia legendi, begann im Sommersemester 2005 an der Theologischen Fakultät der Universität Freiburg (Schweiz) seine Lehrtätigkeit als Privatdozent für Dogmatik und wurde im Februar 2011 im selben Fach Titularprofessor.
Am 31. März 2009 wurde er zum Bischof von Wolokolamsk und zum Leiter des Außenamtes des Moskauer Patriarchats ernannt (eine Position, die der gegenwärtige Patriarch Kyrill I. vor seiner Wahl innehatte). Als solcher war er ex officio Mitglied des Heiligen Synods.
Am 1. Februar 2010 wurde er in den Rang eines Metropoliten erhoben. Am 5. Oktober 2011 wurde er zum Leiter der biblisch-theologischen Kommission des Moskauer Patriarchats ernannt, der er schon seit 1996 angehört. Er engagierte sich stark für die von Präsident Wladimir Putin ins Leben gerufene nationalistische Stiftung Russki Mir.
Im Mai 2018 war er für die Falschmeldung, Papst Franziskus würde eine gemeinsame Erklärung („goszadanie“) mit dem Moskauer Patriarchen für Frieden und De-Eskalation in Syrien unterstützen, verantwortlich.
Nachdem russische Streitkräfte am 24. Februar 2022 auf Befehl Putins den Überfall auf die Ukraine begonnen hatten, forderte der Dekan der theologischen Fakultät der Universität Freiburg, Mariano Delgado, Hilarion Anfang März in einer öffentlichen Erklärung und in einem Brief auf, seinen kirchlichen und politischen Einfluss geltend zu machen, um „die völkerrechtswidrige militärische Invasion Russlands in der Ukraine öffentlich und unmissverständlich zu verurteilen“. Er solle Putin auch auffordern, die russischen Truppen unverzüglich zurückzuziehen. Hilarion antwortete brieflich. Im März 2022 suspendierte die Universität Fribourg seine Titularprofessur, da Hilarion Russlands Krieg in der Ukraine nicht verurteilen wollte. Delgado gab die Suspendierung bekannt und kritisierte Hilarion massiv.
Im Juni 2022 wurde Alfejew von Patriarch Kyrill beziehungsweise formal durch die Synode der Kirche – und zwar ohne die Standardformel „mit Dank für die geleistete Arbeit“ – von der Leitung des Außenamts entbunden und zum Metropoliten der unbedeutenden Diözese Budapest-Ungarn ernannt, was eine „unehrenhafte Degradierung“ darstellt. Damit verlor er auch seine Mitgliedschaft in der Synode der Kirche und seinen Posten als Rektor einer Kirchenakademie. Bis dahin hatte er als ein möglicher Nachfolger des 75 Jahre alten Patriarchen gegolten. Neuer Leiter des Außenamts und ständiges Synodenmitglied ist der 37 Jahre alte Metropolit von Korsun und Westeuropa, Antonij (Sewrjuk).
In seiner ersten Predigt nach der Verbannung nach Budapest übte er sachte Kritik und sagte, dass „das russische Land an Gewalt stirbt“, was die oppositionelle Nowaja gaseta mit der Kritik von Philipp II., dem Metropoliten von Moskau, an Iwan dem Schrecklichen verglich. Metropolit Hilarion wachte am Sterbebett seines Doktorvaters Kallistos Ware († 24. August 2022) und feierte dort die Göttliche Liturgie.
Über die „Verbannung nach Budapest“ herrschte lange Zeit das Narrativ, dass Hilarion zu wenig Enthusiasmus für Russlands Ukraine-Krieg geäußert habe. Im Juli 2024 wurde jedoch bekannt, dass Hilarion der sexuelle Missbrauch seines Assistenten, eines jungen Subdiakons, zur Last gelegt wird. Ferner wurde sein Leben in Luxus bekannt. Danach wurde Hilarion von seinem Bischofsamt suspendiert. Die Leitung der Budapester Eparchie übernahm Nestor (Sirotenko). Am 27. Dezember 2024 entschied der Heilige Synod der Russisch-Orthodoxen Kirche, Hilarion seines Amtes zu entheben und ihn in den Ruhestand zu versetzen. Als Dienstort wurde ihm die St.-Peter-und-Paul-Kirche in Karlsbad zugewiesen. Zu seinem vorläufigen Nachfolger wurde Metropolit Mark (Golovkov) von Rjasan und Michailow ernannt.

## Ökumenischer Standpunkt
Alfejew plädierte für bilaterale und strategische Allianzen zwischen den einzelnen christlichen Gruppierungen und Kirchen. Dabei dachte er hauptsächlich an die römisch-katholische Kirche. Zum Protestantismus äußerte er sich sehr kritisch. Viele Protestanten hätten eine „Light-Version des Christentums“ entwickelt, die „ohne apostolische Sukzession, ohne Sakramente, ohne dogmatische Lehren und auch ohne Bindung an christliche Moralnormen auskommt“. In seiner Rede auf der Familiensynode im Oktober 2015 im Vatikan sprach er einigen protestantischen „kirchlichen Gemeinschaften“ wegen ihres Umgangs mit Homosexuellen ab, überhaupt noch christlich zu sein.
Er gilt auch als Verfechter einer harten Linie gegenüber der autonomen ukrainischen Kirche und als Gegner einer Eigenständigkeit derselben. Seit Patriarch Bartholomaios von Konstantinopel der ukrainisch orthodoxen Kirche die Autokephalie gewährt hat, bezichtigt Hilarion den Patriarchen der Kirchenspaltung und eines unorthodoxen „Papismus“. Er meint damit, dass sich der Patriarch eine dem Papst ähnliche Vorrangstellung innerhalb der Weltorthodoxie anmaße.
Als im Juli 2020 die türkische Regierung Atatürks Verordnung, die die Hagia Sophia in ein Museum umwandelte, aufhob, bedauerte Metropolit Hilarion, dass die politische „Konjunktur“ die Oberhand über die Rücksicht auf andere religiöse Traditionen gewonnen habe. Das geistige und kulturelle Erbe der ganzen Welt dürfe nicht, so der Metropolit, zu einer Geisel der gegenwärtigen politischen Lage werden. Der 1934 gewährte Museumsstatus erlaubte den Besuch sowohl von Muslimen als auch von Christen und Angehörigen anderer Religionen. Die Hagia Sophia ist den Worten des Metropoliten zufolge für die orthodoxen Christen mit dem Petersdom für die Katholiken vergleichbar und ihre Umwandlung in eine Moschee eine Ohrfeige, die die türkische Führung der orthodoxen Kirche und dem gesamten Weltchristentum verabreicht habe.

## Kompositorische Tätigkeit
Als Schüler einer musikalisch ausgerichteten Schule lernte Alfejev in seiner Jugend Geigenspiel und Komposition. Ab den 2000er Jahren trat er als Komponist mehrerer groß angelegter geistlicher Werke für Chor und Orchester hervor, darunter ein Weihnachtsoratorium, eine Göttliche Liturgie und eine Matthäuspassion, die in Anwesenheit prominenter orthodoxer und katholischer Kirchenvertreter unter anderem in Moskau und Rom aufgeführt wurde. Stilistisch bewegt er sich in den Spuren der westlichen Frühromantik unter Einbeziehung von Elementen des russischen liturgischen Chorgesangs.

## Mitgliedschaften
- Bischof Hilarion war Mitglied des Zentralkomitees und des Exekutivausschusses des Ökumenischen Rates der Kirchen.
- Er gehörte dem Präsidium der Kommission für Glauben und Kirchenverfassung an.
- Ferner wirkte er unter anderem in der orthodox-katholischen Kommission mit.

## Veröffentlichungen
Bischof Hilarion ist Autor von dreißig Büchern, die in Russisch, Englisch, Französisch, Italienisch, Deutsch und Finnisch erschienen sind. 2003 publizierte er seine Einführung in die orthodoxe dogmatische Theologie unter dem Titel Geheimnis des Glaubens (Studia Oecumenica Friburgensia 43).
Das Weihnachtsoratorium von Bischof Hilarion wurde am 22. Dezember 2008 in Wien im Konzerthaus unter der Leitung von Wladimir Fedossejew mit Erzdiakon Viktor Schilowsky als Evangelist aufgeführt.
Bisher in deutscher Sprache erschienen:
- Geheimnis des Glaubens. Einführung in die orthodoxe dogmatische Theologie. Universitätsverlag, Freiburg, Schweiz 2003, ISBN 3-7278-1435-7; neueste Ausgabe: Geheimnis des Glaubens. Einführung in die orthodoxe dogmatische Theologie. 3. Auflage. Aschendorff Verlag, Münster 2019, ISBN 978-3402122211.
- Vom Gebet. Traditionen in der Orthodoxen Kirche. Vier -Türme-Verl., Münsterschwarzach 2013, ISBN 978-3896805867; neueste Auflage: Vom Gebet. Traditionen in der Orthodoxen Kirche. 3. Auflage. Vier -Türme-Verl., Münsterschwarzach 2021.
- Die Zukunft der Tradition. Gesellschaft, Familie, Christentum: Ansprachen und Vorträge. Landt, Berlin 2016, ISBN 978-3944872346.
- Katechismus. Kurze Wegbegleitung durch den orthodoxen Glauben. Aschendorff Verlag, Münster 2017, ISBN 978-3402120347; neueste Auflage: Katechismus. Kurze Wegbegleitung durch den orthodoxen Glauben. 3. Auflage. Aschendorff Verlag, Münster 2024.
- Neues Testament. Apostelgeschichte. EDITION LOGOS, Wachtendonk 2025, ISBN 978-3963212147.